# Lionel Whitby
Lionel Ernest Howard Whitby (* 8. Mai 1895 in Cambridge; † 24. November 1956 in London) war ein britischer Hämatologe. Er galt als ein Experte für bakteriologische und hämatologische Untersuchungen.
Über Jahrzehnte galten seine Lehrbücher Medical Bacteriology (1928) und Disorders of the Blood (1935) als Standardwerke. Bekannt wurde er durch seine preisgekrönten Arbeiten über das Sulfapyridine, das 1938 erfolgreich gegen Pneumokokkeninfektionen eingesetzt wurde. Das Medikament wurde zur Behandlung des Premierministers Winston Churchill und Lionel selbst im Jahr 1944 eingesetzt.

## Leben
Sein Abitur absolvierte er in Cambridge. Als Kriegsfreiwilliger im Ersten Weltkrieg verlor er 1918 ein Bein. Nach Ausscheiden aus der Armee immatrikulierte er am Downing College.
1956 starb er an den Folgen einer Operation.
Er war seit 1922 mit Ethel Whitby verheiratet, das Paar hatte vier Kinder. Zu ihnen gehörte der Biochemiker Lionel Gordon Whitby (1926–2000).
2019 stiftete die Familie Whitby dem Downing College eine große Sammlung persönliche Papiere von Whitby.

## Wirken als Mediziner
Er arbeitete ab 1923 als Assistenzpathologen am Bland-Sutton Institute of Pathology am Middlesex Hospital in London. 1928 assistierte er bei einer Behandlung des Königs im Buckingham Palace. Daraufhin wurde er als Commander des Royal Victorian Order (CVO) ausgezeichnet.
Während des Zweiten Krieges hielt er weiterhin Vorlesungen vor Medizinstudenten und assistierte Lord Moran, dem Leibarzt von Winston Churchill, als dieser an einer Lungenentzündung erkrankte. Der Premierminister lobte in seiner persönlichen Ansprache am 29. Dezember 1943 diesen bewundernswerten M&B für seine Genesung. Churchills Krankheit wurde im August/September 1944 nicht öffentlich gemacht. Moran und Whitby begleiteten Churchill, als er am 6. September 1944 zur zweiten Québec-Konferenz segelte. Von 1947 bis zu seinem Tod leitete er das Downing College in Cambridge und von 1951 bis 1953 amtierte er als Vizekanzler der Universität Cambridge. 1950 führte er den Vorsitz des Kongresses der Internationalen Gesellschaft für Hämatologie in Cambridge.
Die Universität richtete die Sir Lionel Whitby Medal für eine Doktorarbeit von außergewöhnlichen Verdiensten ein.

## Wirken im Militär
Im Ersten Weltkrieg war er als Freiwilliger Maschinengewehroffizier im Royal West Kent Regiment. März 1918 wurde er, inzwischen Major, schwer verwundet und sein rechtes Bein in der Nähe der Hüfte amputiert. Aufgrund seiner Verletzungen schied er aus der Armee aus.
Zu Beginn des Zweiten Weltkrieges war Whitby Oberst in der Territorialarmee. Er wurde zum verantwortlichen Offizier des Bluttransfusionsdienstes der Armee ernannt. Er war im Army Blood Supply Depot im Southmead Hospital in Bristol stationiert. Von seiner Frau Ethel Whitby wurde er unterstützt. Unter seinem Kommando versorgte der Dienst Truppen in ganz Europa, dem Nahen und Fernen Osten mit Blut und Plasma. Bis 1943 bereitete das Versorgungsdepot jeden Monat 20 bis 25.000 Liter verarbeitetes Blut vor. Die Entwicklung des Transfusionsdienst galt als einer der größten chirurgischen Fortschritte dieses Krieges.
Für die Armee war er Honorable Consultant in Haematology.

## Veröffentlichungen (Auswahl)
- Medical Bacteriology (1928)
- Disorders of the Blood (1935)

## Ehrungen
- 1917: Militärkreuz für Tapferkeit im Ersten Weltkrieg
- 1940: John Hunter Triennial Medal
- 1945: Goldmedaille der Royal Society of Medicine für seine Arbeiten über Wundschock und Bluttransfusionen[2]
- Ehrendoktor der Universitäten Loewen, Toronto und Glasgow
- 1945: in den Adelsstand erhoben (Ritterschlag)[1]
- 1952: Ehrenmitglied der Deutschen Gesellschaft für Hämatologie und Medizinische Onkologie[3]